# تاککازو سوزوکی
تاککازو سوزوکی (انگلیسی: Takekazu Suzuki؛ زادهٔ ۸ آوریل ۱۹۵۶) بازیکن فوتبال اهل ژاپن است.
از باشگاه‌هایی که در آن بازی کرده‌است می‌توان به باشگاه فوتبال توکیو وردی اشاره کرد.